# Rosendals gård

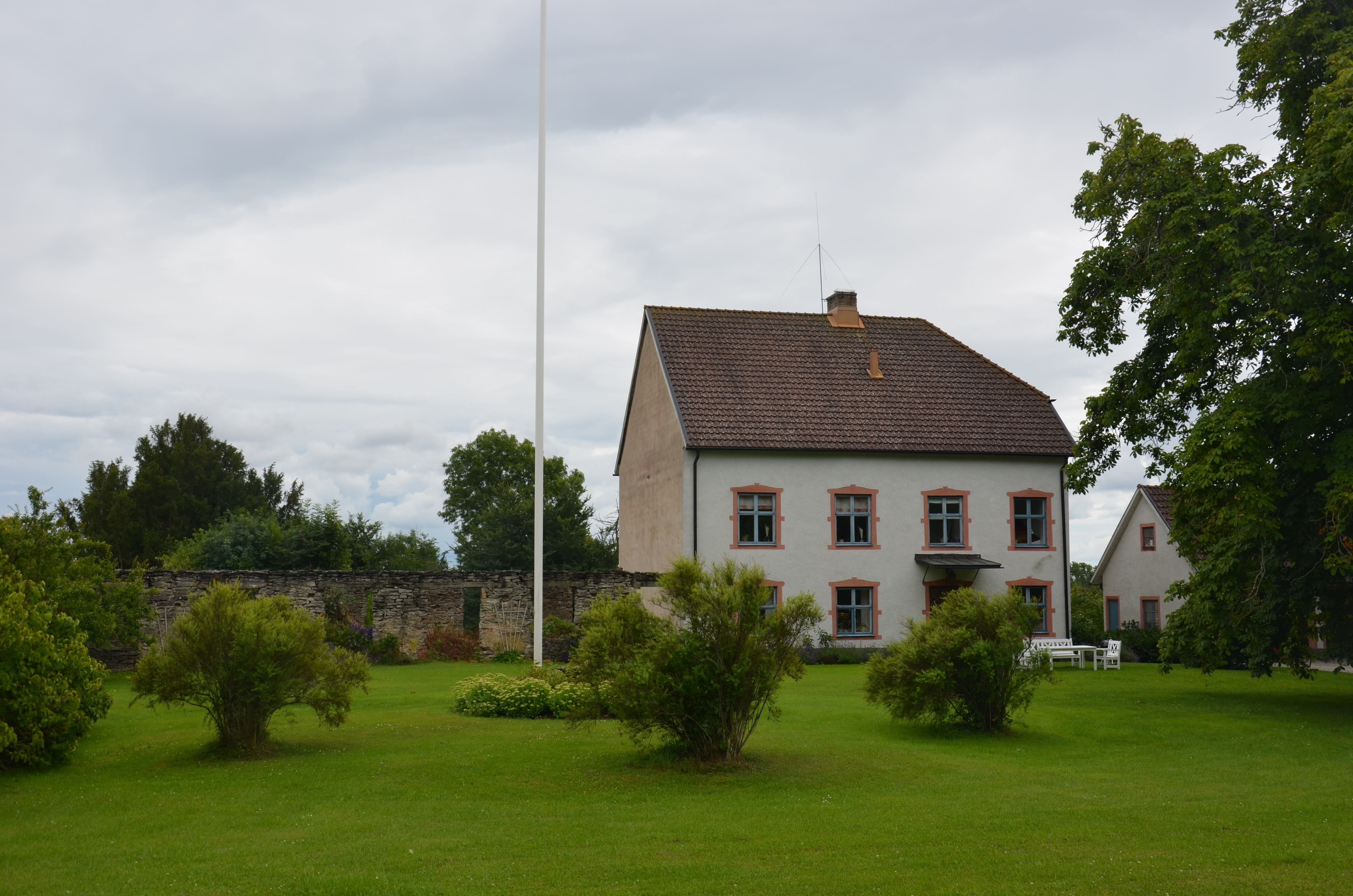
Rosendals gård

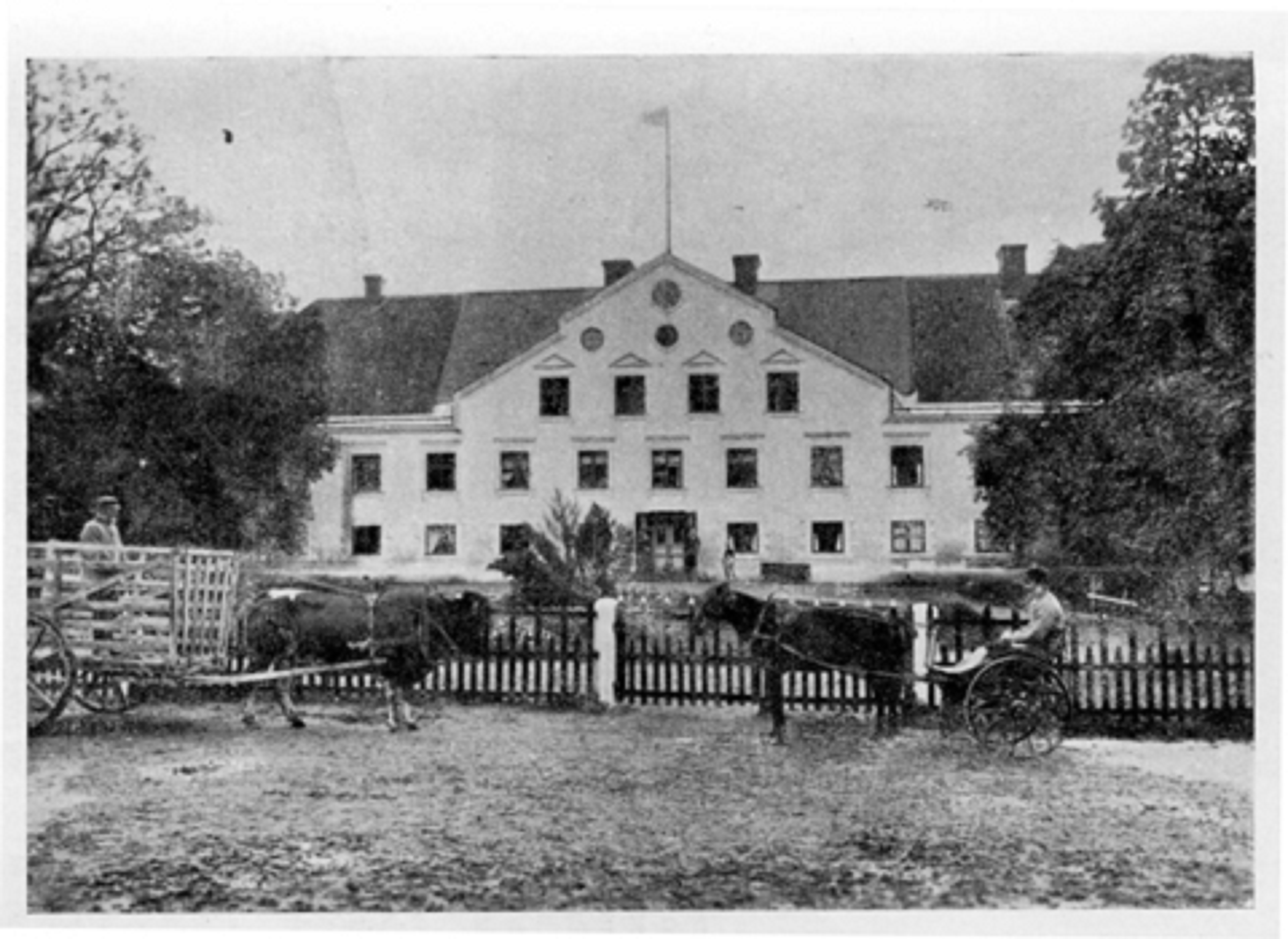
Herrgårdsbyggnaden vid Rosendal före branden år 1902, fotografi av J. E. Lagergren 1896.

Rosendals gård är en före detta herrgård i Follingbo socken på Gotland.
Gården hette från början "Ungbåtels", och var med sina 1 3/8 mantal en av de större gårdarna på Gotland. I slutet av 1700-talet den känd visbyhandlaren Johannes Lythberg, "Rike Lythberg". Efter hans död 1783 gick gården i arv till hans dotter Lovisa Bodilla, gift med överinspektorn vid stora sjötullen i Visby J. PP. Torsman. Torsman skänkte egendomen till sina båda barn kaptenen i flottan J. P. Torsman och Anna Torsman. Den senare blev 1802 i sitt andra gifte hustru till Jacob Dubbe, som 1803 löste ut kapten Torsman från egendomen. Han började uppföra en ny herrgårdsbyggnad här. Det är oklart när arbetet påbörjades, men åtminstone 1806 var det i full gång. Helt färdigställd torde inte byggnaden ha varit förrän 1830. Efter 1830 hade han sin huvudsakliga bostad här, även om han även fortsättningsvis även ägde Liljehornska huset. 1808 fick Jacob Dubbe tillstånd att ändra namnet från Ungbåtels till Rosendal, under förutsättning att båda namnen infördes i jordeboken.
Med sina över 30 rum och 3 kök blev Rosendal Gotlands största herrgård. Därtill fanns här stall- och ladugårdsbyggnader, såg, smedja, handelsträdgård och orangeri. Gården hade även egen väderkvarn och kalkugn. På 1850-talet fanns här även en lantbruksskola. Dubbe lät även anlägga trädgården Jacobsberg ett stycke från gården.
Efter hustruns död 1837 flyttade Dubbe 1839 till Stockholm där han redan 1814 inköpt en större fastighet på Stora Glasbruksgatan 13 & 14 och 1824 säteriet Duvnäs.
Efter Dubbes död passerade fastigheten flera olika ägare. En period lär gården ha använts som insats på spelborden i Monte Carlo och även innehafts av en rysk furste. 
Rosendal kom under lång tid att förfalla. 18 december 1902 förstördes herrgården av en brand, och en ny brand 16 januari 1920 förstörde byggnaden på nytt. Norra ladugårdslängans tak rasade i september 1913 och byggnaden revs 1914. Magasinet brann ned november 1913 och en statarlänga mitt för smedjan brann 1916.
Sedan dess har endast c:a en tredjedel av huvudbyggnaden återuppbyggts, resten är idag ännu ruiner.
Idag drivs jordbruket på Rosendals gård av bröderna Stefan och Anders Svensson med huvudsaklig inriktning på potatis och hästar.
Från slutet av 1800-talet ägdes Rosendal av en ryttmästare Brunnström, som var barnlös. Otto Hanson (f. 1886) kom till Rosendal som 12-åring och började arbeta för ryttmästare Brunnström. Otto Hanson var stadsträdgårdsmästarson från Växjö och hade kommit till Visby med sin familj. 1912 när Otto Hanson var 26 år, fick han överta Rosendal av ryttmästare Brunnström, som drog sig tillbaka. För att kunna betala gården, sålde Otto H av mark av skogsägorna fram till dåvarande järnvägen. Ca 150 tunnland skog behölls. Otto H. fortsatte rusta upp gården vad ryttmästare Brunnström hade börjat med. När huvudbyggnaden brann 1920 förstördes hela huset på en timme och däri den fantastiska salongen med rundade hörn i nedre botten. Otto Hanson byggde upp ena gaveln, så som den ännu ser ut idag, ruinen fick stå kvar. Han hade tänkt att efter hand bygga upp hela huset med sina 31 rum. Men gårdens ekonomi gick före. Fram till sin död (omkom i en bilolycka 1954) hade han arbetat med att hålla Rosendals lantbruk på en hög nivå och hade skaffat de nyaste maskinerna i takt med att de kom ut på marknaden. På Rosendal presenterades t.ex. den första betupptagningsmaskinen, hit köptes den första skördetröskan som kopplades efter traktor, och även när den självgående skördetröskan kom på marknaden fanns en av de första på Rosendal.   
Otto Hanson var även avdelningsledare för Sveriges nationalsocialistiska partis (SNSP) 9:e avdelning på Gotland. 1932 var han inblandad i ett misslyckat försök att skapa en beväpnad frikår. En av Hansons mer kända eskapader var när han och några kamrater störde ordföranden för den rivaliserande organisationen Nationalsocialistiska Arbetarepartiet (NSAP) Sven Olov Lindholms valmöte i Follingbo skyttepaviljong i maj 1936. Lindholm stämde Hanson som fick betala 10 kronor i böter för förargelseväckande beteende.   
Vid sidan av jordbruket avlade Otto Hanson hästar. Han sålde många remonter till Svenska Kavalleriet, han importerade ett par amerikanska travhingstar, varav en hade många fina avkommor på Gotland och fastlandet (Charlie Mills). Hanson döpte också en av sina hästar till Hitler, ett namn som kuriöst nog behölls även efter kriget. Han var upphovsmannen till Skrubbs travbana som anlades 1937. Han var ordförande i travsällskapet i flera år, han var med i DBW, i flera föreningar, Han var mycket framgångsrik på många områden och han sålde halm och hö till både England och Tyskland. Han red varje morgon sin älsklingshäst och stod varje morgon kl 07.00 på stallbacken och fördelade jobben till sina medarbetare. I ca 10 år arrenderade han vid sidan om Rosendal en gård på fastlandet, Wallstanäs i Rosersberg norr om Stockholm. 1954, när han omkom i en bilolycka, fick hans äldsta dotter med make överta gården och de skulle hålla Rosendal i gång tills barnbarnet Carl-Otto skulle vara vuxen och utbildad för att överta morfars gård. Carl-Otto utbildade sig grundligt i lantbruk, dels i USA och dels i Svalöv, men föräldrarna behöll gården i sin ägo tills en granne på Norrbys, Follingbo, köpte den 1981. Numera är Rosendal tillsammans med Norrbys gård ägda av familjen Svensson i Follingbo.